# Beniparrell (kommun)
Beniparrell är en kommun i Spanien.   Den ligger i provinsen Província de València och regionen Valencia, i den östra delen av landet, 300 km öster om huvudstaden Madrid. Antalet invånare är 1 980. Arean är 3,7 kvadratkilometer. Beniparrell gränsar till Albal, Alcàsser och Silla. 
Terrängen i Beniparrell är mycket platt.